# ایکوما کیتسونو
ایکوما کیتسونو (به ژاپنی: 生駒 吉乃 いこま きつの Ikoma Kitsuno)
(۱۵۶۶–۱۵۲۷) همسر سوکوشیتسو یا غیراصلی دایمیوی ولایت اُواری، اودا نوبوناگا و مادر بزرگترین پسرش بنام اودا نوبوتادا و پسر دوم اودا نوبوکاتسو و همچنین دختر ارشد وی توکوهیمه بود. در سال ۱۵۶۶ در سن ۳۹ سالگی در اثر بیماری درگذشت. نوبوناگا از همسر اصلی‌اش نوهیمه صاحب فرزند نشد. کیستونو به عنوان محبوبترین همسر نوبوناگا شهرت دارد. علاقهٔ نوبوناگا به کیستونو از آنجا مشخص می‌شود که قبل از اینکه پسر دوم او نوبوکاتسو به دنیا بیاید در واقع کمی قبل پسری بنام اودا نوبوتاکا (۱۵۵۸–۱۵۸۳) از همسر غیراصلی دیگر او به دنیا آمده بود اما نوبوناگا پسر کیتسونو را مقدم قرار داد و به عنوان پسر دوم خود اعلام کرد. این دو پسر پس از مرگ نوبوناگا به دشمنی یکدیگر درآمدند و نوبوکاتسو برادرش نوبوتاکا را مجبور به خودکشی کرد. علت این دشمنی احتمالاً از همین جابجای نوبت تولد سرچشمه گرفته‌است. پسر بزرگ او نیز بنام نوبوتادا که به عنوان جانشین پدر تربیت شایسته‌ای یافته بود قبل از آن در حادثه معبد هوننو (۱۵۸۲) همزمان با پدر خود نوبوناگا هاراکیری کرده بود.